# 任守忠
任守忠（990年—1068年）。表字稷臣，北宋宦官。
任守忠以荫入内黄门。官至西头供奉官，领御药院，坐事废。再次恢复原官，官至上御药供奉。章献皇后听政，他和都知江德明等勾结，宋仁宗亲政之后，任守忠遭贬谪。宋夏战争时，为秦凤路、泾原路驻泊都监。以功再任东染院使、内侍押班。后为宣政使、洋州观察使，为入内都知。宋仁宗没有儿子，属意濮王的儿子赵宗实，任守忠想立昏弱之人以便控制。赵宗实即位为宋英宗，拜他为宣庆使、安静军留后，任守忠又离间英宗与曹太后，被知谏院司马光所弹劾，请求斩杀於都市。宰相韩琦坐政事堂，命他立于庭下，宣布其罪当死，贬保信军节度副使，蕲州安置。取空头敕填给他，即日押行，中外称快。后起为左武卫将军，致仕，卒年七十九岁。

## 延伸阅读
[在维基数据编辑]
 《宋史·卷468》，出自脱脱《宋史》